# 기기괴괴 성형수
《기기괴괴 성형수》는 2020년 개봉한 대한민국의  공포 애니메이션 영화로, 오성대 작가의 웹툰 《기기괴괴》 가운데 제3권 〈성형수〉를 원작으로 한다.

## 줄거리
연예인 미리의 메이크업 아티스트로 일하는 못생긴 뚱녀 예지. 외모 때문인지 자신이 맡은 미리에게 조차도 돼지라며 모욕을 당했다. 그러던 어느 날, 그녀의 집에 의문의 성형수가 배달됐고 호기심에 성형수를 써봤더니 출중한 미인이 됐다. 이후 성형수를 배달시킨 조형사의 도움을 받아 전신까지 바뀌면서 예지는 미리와 맞먹는 얼짱이 됐다. 이후 '설혜'라는 이름으로 연예계에 뛰어들면서 유명 연예인이 되지만 점차 사치와 성형수에 대한 집착이 심해진다.
지훈을 만나 지훈과 사귀게 되고,어느 날 지훈의 둘째누나가 성형수를 써 성별과 얼굴을 바꾸어 자신보다 예쁜 사람의 신체 부분을 자신의 몸에 성형수로 붙이는 지훈이라는 것을 알게 된 설혜. 지훈은 그런 설혜를 납치하여 자신의 몸에 붙인다. 지훈은 설혜의 눈에 사랑한다고 말을 하며 영화가 끝난다.

## 성우진
- 문남숙: 예지 / 설혜
- 장민혁(일본판:이시다 아키라): 지훈
- 조현정: 시술사
- 김보영: 미리
- 최승훈: 매니저
- 김소형: 예지 아빠
- 강시현: 예지 엄마
- 정유정: 코디
- 황창영: 경비
- 박성광 : 마마보이
- 서반석 : 기타

## 제작
'차이나 드림'이란 용어를 만들어낼 만큼 중국 시장에 대한 관심이 높던 2014년부터 기기괴괴 성형수 프로젝트가 시작되었다. 전병진 PD는 중국 시장을 겨냥하기 위하여 만화 시장을 분석했고 인기 장르인 호러나 공포 장르를 만들겠다는 판단을 했다. 전병진은 중국에서 인기가 높던 오성대의 기기괴괴의 아이디어가 독창적이고 오리지널리티가 높다고 여겨 판권 계약을 성사시켰다. 판권 계약을 맺고 나서도 시리즈로 구상할지 극장에서 영화로 선보일지 2년 동안 고민했다. 기기괴괴 성형수의 시나리오 제작 기간은 4년이었다.
본래 중국 시장을 겨냥하여 나온 기기괴괴 성형수는 중국에서의 인기에 힘입어 많은 투자를 받고 있었다. 시나리오 기획·개발을 막 시작한 직후인 2015년에는 중화권 소셜 미디어 플랫폼을 중심으로 ‘성형수’ 에피소드가 화제를 모으면서 중국계 콘텐츠 회사 30여곳이 네이버웹툰에 판권 문의를 하기도 했다. 하지만 한한령으로 인하여 현지 투자배급사 두 곳과 계약이 파기되고 제작 기간이 길어지며 어려움을 겪게 되었다. 그 사이에 영화진흥위원회, 서울애니메이션센터에서 지원을 받아 영화가 제작되었다. 이후 대만 동남아 북미·유럽 시장을 겨냥해 작품을 새로 선보이게 되었다.
주인공 '예지' 역으로는 도라에몽을 맡은 것으로 유명한 문남숙이 참여했고 기적의 물 성형수 전문 시술사 역에는 성우 조현정이 참여했다. 설혜의 남자친구로 등장하는 지훈은 성우 장민혁이 맡았다. 장민혁은 '겨울왕국' 크리스토프와 '셜록' 시리즈에서 주인공 '셜록 홈즈' 한국어 더빙을 맡았다. 설혜의 마마보이 남자친구는 개그맨 박성광이 연기했다.
작품은 원작의 내용과 다른 점들이 존재한다. 짧은 형식을 가진 웹툰을 영화로 만들어서 작품이 비어보였을 수도 있기 때문에 감독 조영훈은 주인공의 감정을 가지고 가는 것이 중요했다고 한다. 그는 다음과 같이 말했다. 
원작은 엄청나게 매력적인 구성과 아이디어가 집약된 작품이다. 다만 '성형수'를 극 영화로 전환한다고 했을 때 비어있는 부분이 많았다. 처음에 원작을 접했을 때는 어떻게 장편으로 만들지 고민이 많았다. 그러던 와중에 각색된 시나리오 초고를 보고 방향성을 잡았다. 원작에 없던 연예계 부분이 추가되면서 주인공에 집중한 애니메이션을 만들면 좋겠다고 생각했다. 원작에서는 주인공이 말도 안 될 정도로 극적이라, 영화에서는 이를 적극적으로 설득하는 부분이 필요했다. 예지를 이해하고 같이 따라가는 게 중요하기 때문에 예지를 중심으로 과거, 현재, 주변 연결 관계를 설계했고 이 뼈대 위에 구성했다. 특히 예지가 파국을 향해 치닫는 길을 일직선으로, 거침없이 달려 나가는 영화로 설정해 연출했다.

## 같이 보기
- 2020년 대한민국의 영화 목록

## 관련 논문
- 엄상현[5], 〈그로테스크(Grotesque) 미학으로 표현된 사실주의 더빙 연기 고찰 - 애니메이션 '기기괴괴 성형수'를 중심으로 -〉, 《연기예술연구》 37-1, 한국연기예술학회, 2025년

## 수상
- 2020년 제24회 부천국제판타스틱영화제 코리안 판타스틱 : 장편경쟁
- 2020년 제39회 벤쿠버국제영화제 게이트웨이
- 2020년 제44회 안시 국제애니메이션 페스티벌 장편콩트르샨경쟁
- 2020년 제40회 하와이국제영화제 스포트라이트 온 코리아, 아시아 쇼케이스
- 2020년 제53회 시체스영화제 애니메이션
- 2020년 제24회 판타지아 영화제 장편 영화